# Монкабрие (Тарн)
Монкабрие́ (фр. Montcabrier, окс. Montcabrièr) — коммуна во Франции, находится в регионе Юг — Пиренеи. Департамент — Тарн. Входит в состав кантона Лавор-Кокань. Округ коммуны — Кастр.
Код INSEE коммуны — 81173.

## География
Коммуна расположена приблизительно в 590 км к югу от Парижа, в 24 км восточнее Тулузы, в 50 км к юго-западу от Альби.
На юге коммуны протекает река Жиру.

## Климат
Климат умеренно-океанический. Зима мягкая и дождливая, лето жаркое с частыми грозами. Ветры довольно редки.

## Население
Население коммуны на 2010 год составляло 231 человек.
| 1962 | 1968 | 1975 | 1982 | 1990 | 1999 | 2010 |
| ---- | ---- | ---- | ---- | ---- | ---- | ---- |
| 147  | 140  | 141  | 150  | 159  | 173  | 231  |

## Администрация
| Период | Период | Фамилия        | Партия | Примечания |
| ------ | ------ | -------------- | ------ | ---------- |
| 2001   | 2014   | Патрик Сервант |        |            |
| 2014   | 2020   | Дидье Белаваль |        |            |

## Экономика
В 2007 году среди 141 человека в трудоспособном возрасте (15—64 лет) 113 были экономически активными, 28 — неактивными (показатель активности — 80,1 %, в 1999 году было 80,3 %). Из 113 активных работали 105 человек (61 мужчина и 44 женщины), безработных было 8 (3 мужчин и 5 женщин). Среди 28 неактивных 9 человек были учениками или студентами, 10 — пенсионерами, 9 были неактивными по другим причинам.

## Фотогалерея
- Монкабрие
- Церковь
- Карта коммуны